# 新日本宗教団体連合会
公益財団法人新日本宗教団体連合会（こうえきざいだんほうじんしんにほんしゅうきょうだんたいれんごうかい）は、日本の新宗教超宗派連合組織である。略称「新宗連」。文化庁文化部宗務課所管の公益法人から、2012年4月1日に公益財団法人へ移行登記している。

## 概要

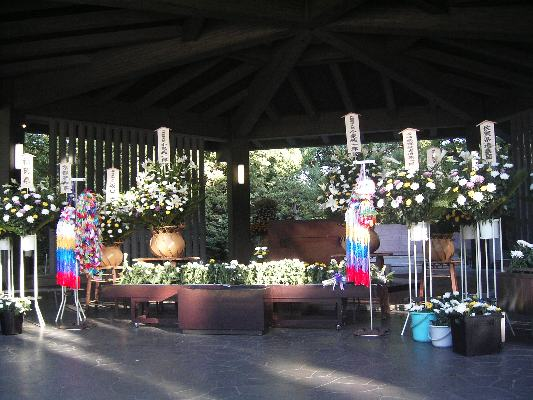
千鳥ケ淵戦没者墓苑（イメージ画像）※別式典の様子

新宗連の四本柱は「宗教協力」「信教の自由」「政教分離」「国民皆信仰」であったが、50周年を期に「信教の自由を守ろう」、「宗教協力を進めよう」、「世界の平和に貢献しよう」といったテーマを「新宗連スローガン」として定めた。世界の平和に貢献することを目的として、加盟教団それぞれの教義や立場を保ったままで、各教派が加盟している超宗派組織である。1968年には靖国神社公式参拝反対を理事会決議した。2003年にはイラク戦争に関連し平和式典を行っている。
毎年日本の終戦記念日（8月15日）付近に国立千鳥ケ淵戦没者墓苑で「平和祈願式典」を開催しており、加盟教団構成員が共同して参加する。2011年は8月14日、41教団2500人が参加。
2011年、東日本大震災では、救援ボランティアを宮城県に派遣。
2012年には70団体が加盟し、加盟教団の公称信者数を合わせると約1200万人とされたが、2025年には55団体まで減少しており、加盟教団数、公称信者数ともに大幅な減少がみられる。

### 団体データ
- 本部所在地 東京都渋谷区代々木5-57-10
- 機関紙 新宗教新聞

## 沿革
- 1951年10月17日 - 結成[4]
- 1952年5月5日 - 「新宗教新聞」創刊[4]
- 1953年3月9日 - 財団法人の設立許可[4]
- 1962年 - 「戦没者合同慰霊ならびに平和祈願式典」を初開催[6][4]
- 2012年4月1日 - 公益財団法人へ移行登記[4]

## 理事長
| 代 | 氏名       | 兼職等                          | 在職            |
| -- | ---------- | ------------------------------- | --------------- |
| 1  | 御木徳近   | パーフェクト リバティー教団教祖 | 1951年 - 1965年 |
| 2  | 庭野日敬   | 立正佼成会会長                  | 1965年 - 1992年 |
| 3  | 田澤康三郎 | 松緑神道大和山教主              | 1992年 - 1996年 |
| 4  | 深田充啓   | 円応教教主                      | 1996年 - 2004年 |
| 5  | 庭野日鑛   | 立正佼成会会長                  | 2004年 - 2008年 |
| 6  | 岡野聖法   | 解脱会法主                      | 2008年 - 2014年 |
| 7  | 保積秀胤   | 大和教団教主                    | 2014年 - 2018年 |
| 8  | 岡田光央   | 崇教真光三代教え主              | 2018年 - 2022年 |
| 9  | 石倉寿一   | 大慧會教団三代会長              | 2022年 -        |

## 政治との関わり
参議院の全国区・選挙では事務局長の楠正俊を当選させてきた他、比例区が導入されてからも山岡賢次を当選させている。1989年の参院選では山岡と日野仁彦を支援したが、日野は当選が見込めない24位という順位を不服として公示前夜に公認を辞退した。
非拘束名簿が導入されてからは、2007年の参院選で民主党比例代表候補者である風間直樹、大島九州男と自由民主党の川口順子の3人を、2010年の参院選で民主党比例代表候補者である藤末健三、白眞勲、喜納昌吉の3人を支援した。2009年の衆議院総選挙では、公明党を下野させるために民主党に全面協力した。
結成当初は自民党との関わりが強かったが、自民党が創価学会系の公明党と連立するようになってからは、党派を問わず個人を支援する姿勢に変わっている。

## 加盟団体
2025年現在、55団体が加盟している。
| 団体名                          | 信者数    |
| ------------------------------- | --------- |
| 阿吽阿教団                      | 1,123     |
| 医王山立宗                      |           |
| 大神教                          | 8,012     |
| 神ながら教                      |           |
| 掬営界教団                      | 927       |
| 円応教                          | 437,084   |
| 救世真教                        |           |
| 解脱会                          | 94,300    |
| 現證宗日蓮主義仏立講            | 50        |
| 思親会                          | 29,356    |
| 修養団捧誠会                    | 3,245     |
| 護国不動尊本宮                  |           |
| 松緑神道大和山                  |           |
| 神恩教                          |           |
| 真生会                          |           |
| 真理実行の家                    |           |
| 神霊の家                        |           |
| 崇教真光                        |           |
| 聖中道会                        |           |
| 世界心道教                      | 17,591    |
| 世界平和教団                    | 7,018     |
| 善隣教                          | 201,419   |
| 祖神道教団                      | 176       |
| 大慧會教団                      | 61,683    |
| 大日然教                        | 450       |
| 大法輪台意光妙教会              |           |
| 大和教団                        | 100,066   |
| 玉光神社                        |           |
| 澄禅律院                        |           |
| 天恩教                          | 195       |
| 天顕山晃妙寺                    |           |
| 天光教                          | 174,965   |
| 天壌教                          |           |
| 天心教                          |           |
| 天真教                          | 350       |
| 七曜会                          |           |
| 日月神一条                      | 1,573     |
| パーフェクト リバティー教団(PL) | 93,158    |
| 日之教                          |           |
| 福聚の会                        |           |
| 平和観音妙庵                    |           |
| 法公会                          |           |
| 妙智会教団                      | 698,197   |
| 妙道会教団                      | 110,148   |
| 三輪神道宏充教                  | 30        |
| 大和教                          | 2,300     |
| 立正佼成会                      | 1,801,218 |
| 良辨教本部教会                  |           |
| 霊波之光教会                    |           |
| 和光道教団                      |           |